# Андрей Карагеоргиевич
 Андрей Карагеоргиевич (серб. Андреј Карађорђевић; 28 июня 1929, Блед — 7 мая 1990, Ирвайн) — член сербского королевского дома Карагеоргиевичей, принц Югославский.

## Биография

Королевский вензель принца Андрея Югославского

Родился 28 июня 1929 года в городе Блед (Королевство Югославия, современная Словения). Младший (третий) сын короля Югославии Александра I Карагеоргиевича и королевы Марии Карагеоргиевич, дочери короля Румынии Фердинанда (1865—1927) и Марии Эдинбургской (1875—1938). Брат последнего короля Югославии Петра II Карагеоргиевича.
Когда в 1934 году был убит в Марселе его отец, король Александр I, принц Андрей вместе со своим братом, принцем Томиславом, находился в школе-интернате в Англии.
Окончил математический Клэр-колледж в Кембридже, а затем работал страховым брокером.

## Браки и дети
Принц Андрей Карагеоргиевич был трижды женат. 2 августа 1956 года он женился первым браком на принцессе Кристине Маргарите Гессен-Кассельской (10 января 1933 — 21 ноября 2011), старшей дочери принца Кристофа Гессенского и принцессы Софии Греческой и Датской. Её мать была сестрой принца Филиппа, герцога Эдинбургского. У них было двое детей:
- Принцесса Мария Татьяна («Таня») (род. 18 июля 1957)[4], муж с 1990 года Грегори Пьер Эдвард Энтони Майкл Тун-Ларсен, двое детей
- Принц Кристофер (4 февраля 1960 — 14 мая 1994), учитель информатики, погиб в велосипедной аварии. Не был женат.

31 мая 1962 года в Лондоне принц Андрей развелся с первой женой.
18 сентября 1963 года Андрей Карагеоргиевич вторично женился на принцессе Кире Мелите Лейнингенской (18 июля 1930 — 24 сентября 2005), старшей дочери Карла, князя Лейнингенского, и великой княгини Марии Кирилловны Романовой. У них родилось трое детей:
- Принцесса Лавиния Мария (род. 18 октября 1961), родилась в то время, когда её отец ещё был женат на Кристине Гессенской и была зарегистрирована как Лавиния Мария Лейн. 15 ноября 1965 года она была юридически признана дочерью принца Андрея и стала законным членом королевского дома Карагеоргиевичей[4][5][6]. Лавиния была дважды замужем. 20 мая 1989 года она стала женой Эрастоса Димитриса Сидиропулоса (развод 14 июня 1993 года), вторично 4 октября 1998 года вышла замуж за Остина Причарда-Леви (1953—2017). Трое детей.
- Принц Карл Владимир Кирилл Андрей (род. 11 марта 1964), женат с 18 апреля 2000 года на Бригитте Миллер
- Принц Димитрий Иван Михайло (род. 21 апреля 1965), не женат.

10 июля 1972 года во Франкфурте-на-Майне Андрей развелся со своей второй женой.
30 марта 1974 года в Палм-Спрингс (штат Калифорния, США) принц Андрей в третий раз женился на Еве Марии Анджелкович (26 августа 1926 — 13 декабря 2020). Третий брак был бездетным.

## Смерть
60-летний принц Андрей Карагеоргиевич скончался 7 мая 1990 года. Он был найден мертвым в своём автомобиле, припаркованном в гараже своего дома в Ирвайне (штат Калифорния). Причиной смерти стал сердечный приступ, вызванный отравлением угарным газом. Принц был захоронен в монастыре Новая Грачаница в деревне Фри-Лейк, округ Лейк, штат Иллинойс. 15 мая 2013 года останки принца были перевезены из США в Сербию, где 26 мая 2013 года они были захоронены в мавзолее Карагеоргиевичей в храме Святого Георгия Победоносца в Опленаце.

## Титулы
- 28 июня 1929 — 7 мая 1990 года: «Его Королевское Высочество принц Андрей Югославский».

## Награды
- Орден Звезды Карагеоргия
- Орден Югославской короны 1-й степени[10]

## Предки[4]
| Карагеорге Петрович (1762—1817) жена: Елена Йованович | Алексей Карагеоргиевич (1801—1829)                            | Георгий Карагеоргиевич (1827—1884)                              | Алекса Карагеоргиевич (1858—1920)                                     |                                                               | |                                                               |
| Карагеорге Петрович (1762—1817) жена: Елена Йованович | Алексей Карагеоргиевич (1801—1829)                            | Георгий Карагеоргиевич (1827—1884)                              | Божидар Карагеоргиевич (1862—1908)                                    |                                                               | |                                                               |
| Карагеорге Петрович (1762—1817) жена: Елена Йованович | Александар Карагеоргиевич (1806—1885) жена: Персида Ненадович | Пётр I Карагеоргиевич (1844—1921) жена: Зорка Черногорская      | Елена Петровна Сербская (1884—1962) муж: Иоанн Константинович Романов | см. далее: Романовы                                           | см. далее: Романовы                                                                                 | см. далее: Романовы                                           |
| Карагеорге Петрович (1762—1817) жена: Елена Йованович | Александар Карагеоргиевич (1806—1885) жена: Персида Ненадович | Пётр I Карагеоргиевич (1844—1921) жена: Зорка Черногорская      | Георгий Карагеоргиевич (1887—1972)                                    |                                                               | |                                                               |
| Карагеорге Петрович (1762—1817) жена: Елена Йованович | Александар Карагеоргиевич (1806—1885) жена: Персида Ненадович | Пётр I Карагеоргиевич (1844—1921) жена: Зорка Черногорская      | Александр I Карагеоргиевич (1888—1934) жена: Мария Гогенцеллерн       | Пётр II Карагеоргиевич (1923—1970) жена: Александра Греческая | Александр Карагеоргиевич (род. 1945) 1-я жена (1972—1983): Мария да Глория 2-я жена: Катарина Батис | Пётр Карагеоргиевич (род. 1980)                               |
| Карагеорге Петрович (1762—1817) жена: Елена Йованович | Александар Карагеоргиевич (1806—1885) жена: Персида Ненадович | Пётр I Карагеоргиевич (1844—1921) жена: Зорка Черногорская      | Александр I Карагеоргиевич (1888—1934) жена: Мария Гогенцеллерн       | Пётр II Карагеоргиевич (1923—1970) жена: Александра Греческая | Александр Карагеоргиевич (род. 1945) 1-я жена (1972—1983): Мария да Глория 2-я жена: Катарина Батис | Филипп Карагеоргиевич (род. 1982) жена: Даница Карагеоргиевич |
| Карагеорге Петрович (1762—1817) жена: Елена Йованович | Александар Карагеоргиевич (1806—1885) жена: Персида Ненадович | Пётр I Карагеоргиевич (1844—1921) жена: Зорка Черногорская      | Александр I Карагеоргиевич (1888—1934) жена: Мария Гогенцеллерн       | Пётр II Карагеоргиевич (1923—1970) жена: Александра Греческая | Александр Карагеоргиевич (род. 1945) 1-я жена (1972—1983): Мария да Глория 2-я жена: Катарина Батис | Александр Карагеоргиевич (род. 1982)                          |
| Карагеорге Петрович (1762—1817) жена: Елена Йованович | Александар Карагеоргиевич (1806—1885) жена: Персида Ненадович | Пётр I Карагеоргиевич (1844—1921) жена: Зорка Черногорская      | Александр I Карагеоргиевич (1888—1934) жена: Мария Гогенцеллерн       | Томислав Карагеоргиевич (1928—2000)                           | |                                                               |
| Карагеорге Петрович (1762—1817) жена: Елена Йованович | Александар Карагеоргиевич (1806—1885) жена: Персида Ненадович | Пётр I Карагеоргиевич (1844—1921) жена: Зорка Черногорская      | Александр I Карагеоргиевич (1888—1934) жена: Мария Гогенцеллерн       | Андрей Карагеоргиевич (1929—1990)                             | |                                                               |
| Карагеорге Петрович (1762—1817) жена: Елена Йованович | Александар Карагеоргиевич (1806—1885) жена: Персида Ненадович | Арсен Карагеоргиевич (1859—1938) жена: Аврора Павловна Демидова | Павел Карагеоргиевич (1893—1976) жена: Ольга Греческая                | Александр Карагеоргиевич (1924—2016)                          | |                                                               |
| Карагеорге Петрович (1762—1817) жена: Елена Йованович | Александар Карагеоргиевич (1806—1885) жена: Персида Ненадович | Арсен Карагеоргиевич (1859—1938) жена: Аврора Павловна Демидова | Павел Карагеоргиевич (1893—1976) жена: Ольга Греческая                | Никола Карагеоргиевич (1928—1954)                             | |                                                               |
| Карагеорге Петрович (1762—1817) жена: Елена Йованович | Александар Карагеоргиевич (1806—1885) жена: Персида Ненадович | Арсен Карагеоргиевич (1859—1938) жена: Аврора Павловна Демидова | Павел Карагеоргиевич (1893—1976) жена: Ольга Греческая                | Елизавета Югославская (род. 1936)                             | |                                                               |